# Synchiropus tudorjonesi
Synchiropus tudorjonesi, tên thông thường là cá đàn lia lưng đỏ, là một loài cá biển thuộc chi Cá đàn lia gai trong họ Cá đàn lia. Loài này được mô tả lần đầu tiên vào năm 2012.

## Danh pháp khoa học
Loài cá này được đặt theo tên của Paul Tudor Jones nhằm vinh danh những cống hiến và sự phục vụ tận tụy của ông đối với Tổ chức Cá và Động vật hoang dã Hoa Kỳ (United States National Fish and Wildlife Foundation, viết tắt: NFWF).

## Phân bố và môi trường sống
S. tudorjonesi có phạm vi phân bố ở Tây Thái Bình Dương. Loài này hiện chỉ được ghi nhận ở vịnh Cenderawasih, Indonesia. S. tudorjonesi sống trên đáy đá vụn, có thể có các rạn san hô và bọt biển xen kẽ, được tìm thấy ở độ sâu khoảng 70 m.

## Mô tả
Chiều dài tối đa được ghi nhận ở S. tudorjonesi là khoảng 5 cm. S. tudorjonesi là loài dị hình giới tính. Đầu và thân (cả cá đực và cá mái) có màu đỏ tươi lốm đốm trắng; gốc vây ngực màu đen. Nửa thân dưới có một dải màu đen. Cả thân trên và dưới có các đốm trắng với đủ kích thước. Mặt dưới của đầu và ngực có màu trắng, hơi vàng (có những đốm nhỏ màu xanh lam ở cá đực). Vây lưng thứ nhất của con đực có bốn dải sọc đen viền xanh da trời, cách nhau bởi các dải màu vàng. Vây lưng thứ nhất chủ yếu màu đen ở cá mái. Vây lưng thứ nhất của cá đực vươn cao hơn so với cá mái. Vây lưng thứ hai màu đỏ với các đốm trắng và nâu sẫm được xếp thành các dải sọc. Vây đuôi có khoảng 6 – 7 sọc màu nâu và trắng xen kẽ với các đốm trắng rải rác. Vây hậu môn màu đen. Vây bụng trong mờ với các dải màu đỏ và vàng. Vây ngực trong mờ với các đốm lớn màu đỏ.
Số gai ở vây lưng: 4; Số tia vây mềm ở vây lưng: 8; Số gai ở vây hậu môn: 0; Số tia vây mềm ở vây hậu môn: 6 – 7; Số tia vây mềm ở vây ngực: 21; Số gai ở vây bụng: 1; Số tia vây mềm ở vây bụng: 5.